# Mario Castellani
Mario Castellani (Roma, 24 de noviembre de 1906-Roma, 25 de abril de 1978) fue un actor cómico italiano, más conocido como el sidekick del famoso actor cómico Totò. Con este último apareció en todas sus películas importantes, así como en muchas de las producciones teatrales de Totò.

## Filmografía
- Il ratto delle Sabine (1945)
- I due orfanelli (1947)
- Fifa e arena (1948)
- Totò al giro d'Italia (1948)
- I pompieri di Viggiù (1949)
- Totò cerca casa (1949)
- Totò le Mokò (1949)
- L'imperatore di Capri (1949)
- Totò cerca moglie (1950)
- Figaro qua, Figaro là (1950)
- Le sei mogli di Barbablù (1950)
- Totó Tarzán (1950)
- Totò sceicco (1950)
- 47 morto che parla (1950)
- Totò terzo uomo (1951)
- Sette ore di guai (1951)
- La paura fa 90 (1951)
- I due sergenti (1951)
- La vendetta del corsaro (1951)
- Guardias y ladrones (1951)
- Totò e le donne (1952)
- Totò a colori (1952)
- 5 poveri in automobile(1952)
- Inganno (1952)

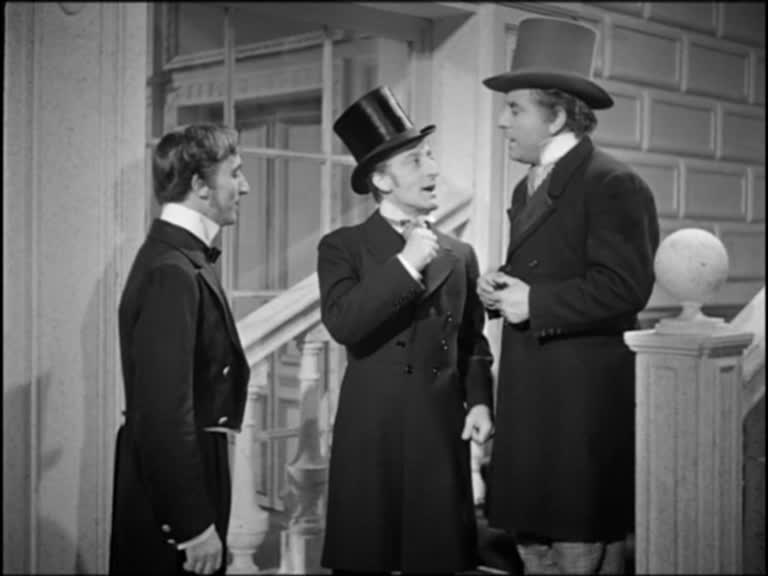
Castellani con Totò y Carlo Campanini en I due orfanelli (1947).

- L'uomo, la bestia e la virtù (1953)
- Un turco napoletano (1953)
- Una di quelle (1953)
- Il più comico spettacolo del mondo (1953)
- Totò e Carolina (1953)
- Dov'è la libertà...? (1954)
- Questa è la vita, episodio La patente (1954)
- Tempi nostri - Zibaldone n. 2, episodio La macchina fotografica (1954)
- I tre ladri (1954)
- Il medico dei pazzi (1954)
- Totò cerca pace (1954)
- Totò all'inferno (1955)
- I giorni più belli (1956)
- Totò, Peppino e la... malafemmina (1956)
- Totó, Pepino y los forajidos (1956)
- Malafemmena (1957)
- La cambiale (1959)
- I baccanali di Tiberio (1959)
- Noi duri (1960)
- Appuntamento a Ischia (1960)
- Letto a tre piazze (1960)
- Chi si ferma è perduto (1960)
- Il corazziere (1960)
- Sua Eccellenza si fermò a mangiare (1961)
- Totò, Peppino e... la dolce vita (1961)
- Totòtruffa 62 (1961)
- I due marescialli (1961)
- Il mantenuto (1961)
- Totò diabolicus (1962)
- Lo smemorato di Collegno (1962)
- Totò contro i quattro (1963)
- Il monaco di Monza (1963)
- Le motorizzate, episodio Vigile ignoto (1963)
- Totò e Cleopatra (1963)
- Totò sexy (1963)
- Gli onorevoli (1963)
- Il comandante (1963)
- Totò contro il pirata nero (1964)
- Che fine ha fatto Totò Baby? (1964)
- Toto de Arabia (1964)
- Gli amanti latini, episodio Amore e morte (1965)
- I figli del leopardo (1965)
- Ringo e Gringo contro tutti (1966)
- Operación San Pedro (1967)
- Los especialistas (1969)